# Cravo Norte (kommun)
Cravo Norte är en kommun i Colombia.   Den ligger i departementet Arauca, i den nordöstra delen av landet, 500 km öster om huvudstaden Bogotá. Antalet invånare är 3 661.